# Oleksandr Saljuk junior

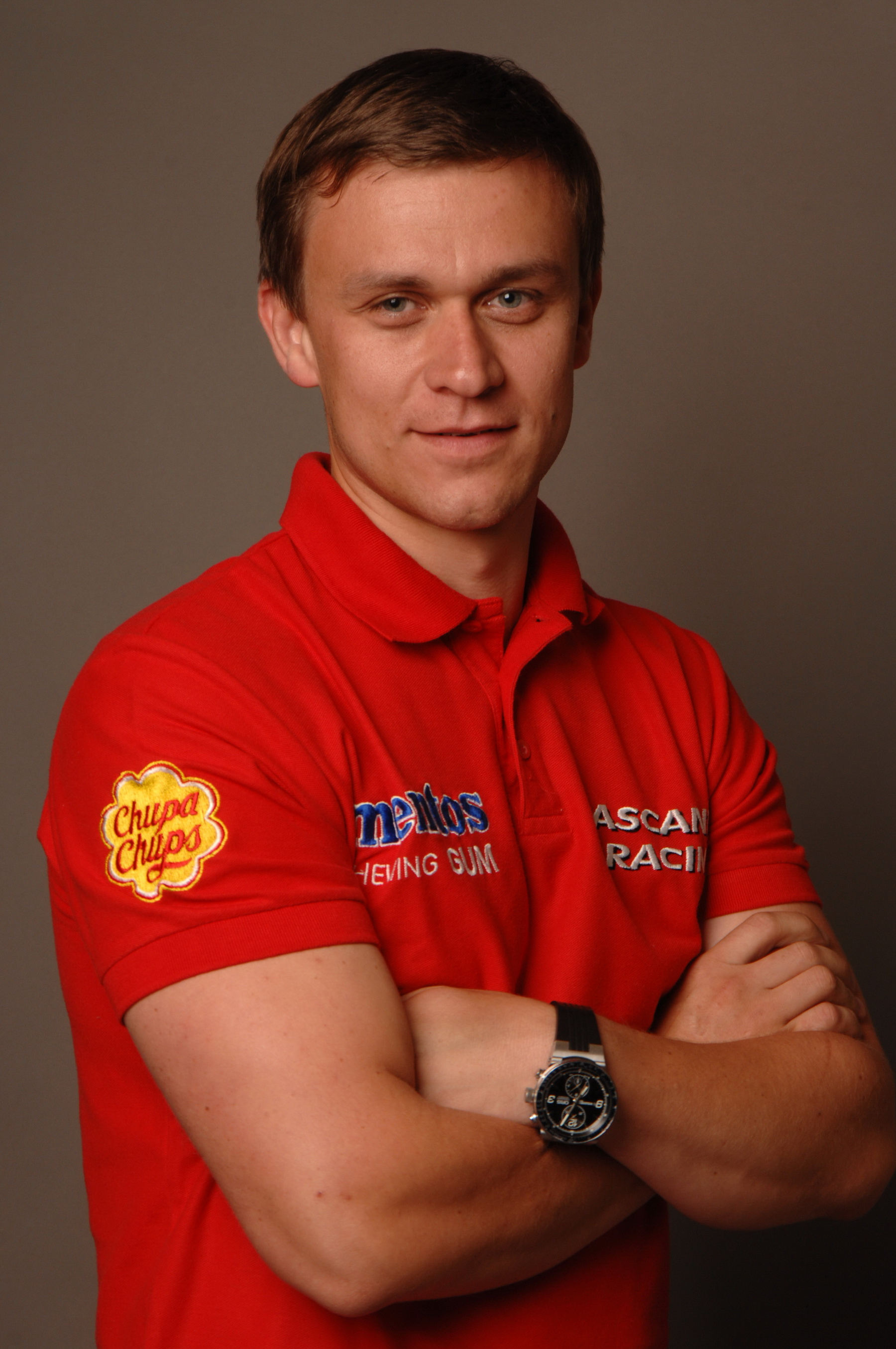
Oleksandr Saljuk jr.

Oleksandr Saljuk junior (ukrainisch Олександр Салюк, молодший, wiss. Transliteration Oleksandr Saljuk, molodšyj; * 16. Juli 1978 in Kiew) ist ein ukrainischer Rallyefahrer.

## Karriere
Seinen ersten Erfolg feierte Saljuk mit dem mehrfachen Sieg der ukrainischen Rallye-Meisterschaft im Jahr 2006. Diesen konnte er 2007, 2009, 2010 und 2012 wiederholen. Er gewann in der Zeit auch zweimal die Rallye Yalta.
Saljuk trat in den Saisons 2011 und 2012 in der Rallye-Weltmeisterschaft an, wobei sein bestes Ergebnis ein achter Platz beim Rallye Australien war. Er trat dort für Mentos Ascania Racing an.
Nach dem Ende seiner Karriere in der Rallye-WM fuhr Saljuk in verschiedenen europäischen Rallyes. Bekanntheit erreichte er dabei mit dem Sieg des Rallye Bulgarien im Jahr 2013 zusammen mit Beifahrer Jewhen Tscherwonenko.

## Statistik

### WRC-Einzelergebnisse
| Jahr | Team                  | Fahrzeug                 | 1   | 2   | 3   | 4   | 5   | 6   | 7   | 8   | 9   | 10  | 11  | 12  | 13  | Punkte | Rang |
| ---- | --------------------- | ------------------------ | --- | --- | --- | --- | --- | --- | --- | --- | --- | --- | --- | --- | --- | ------ | ---- |
| 2010 | Mentos Ascania Racing | Mitsubishi Lancer Evo IX | SWE | MEX | JOR | TUR | NZL | POR | BUL | FIN | DEU | JPN | FRA | ESP | GBR | 0      | NC   |
| 2010 | Mentos Ascania Racing | Mitsubishi Lancer Evo IX | DNF |     |     |     |     |     |     |     |     |     |     |     |     | 0      | NC   |
| 2011 | Mentos Ascania Racing | Mitsubishi Lancer Evo IX | SWE | MEX | POR | JOR | ITA | ARG | GRE | FIN | DEU | AUS | FRA | ESP | GBR | 4      | 24.  |
| 2011 | Mentos Ascania Racing | Mitsubishi Lancer Evo IX | 32  |     | 20  |     |     |     |     | DNF |     | 8   |     | 30  | 25  | 4      | 24.  |